# Terceiro Consistório Ordinário Público de 1824

## Cardeais Eleitores
| Nº                  | País               | Nome                        | Idade              | Cargo                                                  | Título ou Diaconia                                         |
| Cardeais eleitores  | Cardeais eleitores | Cardeais eleitores          | Cardeais eleitores | Cardeais eleitores                                     | Cardeais eleitores                                         |
| ------------------- | ------------------ | --------------------------- | ------------------ | ------------------------------------------------------ | ---------------------------------------------------------- |
| 1                   | Espanha            | Pedro Inguanzo Rivero       | 59                 | Arcebispo de Toledo                                    | Cardeal-presbítero de São Tomé em Parione                  |
| Revelado In Pectore |                    |                             |                    |                                                        |                                                            |
| 2                   | Itália             | Ludovico Micara, O.F.M.Cap. | 49                 | Ministro-Geral da Ordem dos Frades Menores Capuchinhos | Revelado no Primeiro Consistório Ordinário Público de 1826 |

## Ligações Externas
- «Catholic Hierarchy» (em inglês)